# بريتاني سنو
بريتاني سنو (بالإنجليزية: brittany snow)‏ ممثلة ومطربة أمريكية ولدت في 9 مارس 1986، من أفلامها جون تاكر يجب أن يموت في 2006.

## الأعمال

### أفلام
- همس القلب
- اللهاية
- جون تاكر يجب أن يموت
- مثبتات الشعر
- ليلة حفل التخرج
- طبقة الصوت المثالية
- طبقة الصوت المثالية 2
- طبقة الصوت المثالية 3

### مسلسلات
- القانون والنظام: الوحدة الخاصة للضحايا
- فاميلي غاي
- فتاة النميمة
- نيب/تك

### ألعاب فيديو
- كينغدوم هارتس II

## الجوائز
فازت بجائزة الفنان الصغير في فئة أفضل أداء، كما فازت بجوائز في مهرجان هوليوود السينمائي وجوائز إم تي في للأفلام.

## روابط خارجية
- بريتاني سنو على موقع IMDb (الإنجليزية)
- بريتاني سنو على موقع ميتاكريتيك (الإنجليزية)
- بريتاني سنو على موقع روتن توميتوز (الإنجليزية)
- بريتاني سنو على موقع قاعدة بيانات الأفلام العربية
- بريتاني سنو على موقع ألو سيني (الفرنسية)
- بريتاني سنو على موقع ميوزك برينز (الإنجليزية)
- بريتاني سنو على موقع تيرنر كلاسيك موفيز (الإنجليزية)
- بريتاني سنو على موقع أول موفي (الإنجليزية)
- بريتاني سنو على موقع قاعدة بيانات برودواي على الإنترنت (الإنجليزية)
- بريتاني سنو على موقع قاعدة بيانات الأفلام السويدية (السويدية)